# Kiril Pejtschinowitsch

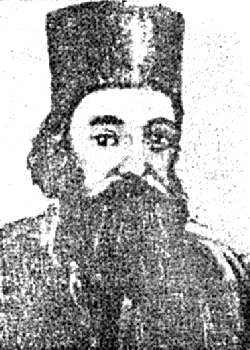
Kiril Pejtschinowitsch

Kiril Pejtschinowitsch (bulgarisch Кирил Пейчинович, altbulgarisch Күриллъ Пейчиновићь, mazedonisch Кирил Пејчиновиќ;* um 1770 in Tearce bei Tetovo, Osmanisches Reich, heute in Nordmazedonien; † 7. März 1845 im Kloster Lešok bei Tetovo) war ein bulgarischer Geistlicher, Schriftsteller und Aufklärer während der Zeit der Bulgarischen Wiedergeburt in Makedonien. Pejtschinowitsch war einer der ersten Unterstützer der modernen bulgarischen Sprache (im Gegensatz zum Kirchenslawischen) und neben Païssi von Hilandar und Sophronius von Wraza eine der ersten Figuren der bulgarischen Nationalen Wiedergeburt.
Obwohl er sich und seine Sprache als Bulgarisch, den Begriff Makedonien vermied und die Region als Untermoesien bzw. Bulgarien bezeichnete, wird er nach der mazedonischen Geschichtsschreibung als ein ethnischer Mazedonier aufgefasst. Da die meisten seiner Werke in seinem Heimatdialekt aus der Tetovo-Region im heutigen Staatsgebiet Nordmazedoniens verfasst wurden, wird im heutigen Nordmazedonien Pejtschinowitsch als einer der frühesten Mitwirkenden zur modernen mazedonischen Literatur angesehen. Dieses gilt jedoch als Versuch zeitgenössische ethnische Unterschiede in der Vergangenheit zu projizieren die zur Stärkung der mazedonischen Identität, auf Kosten der Bulgarischen führern soll.

## Leben

### Frühes Leben und Hegumen in Klöster

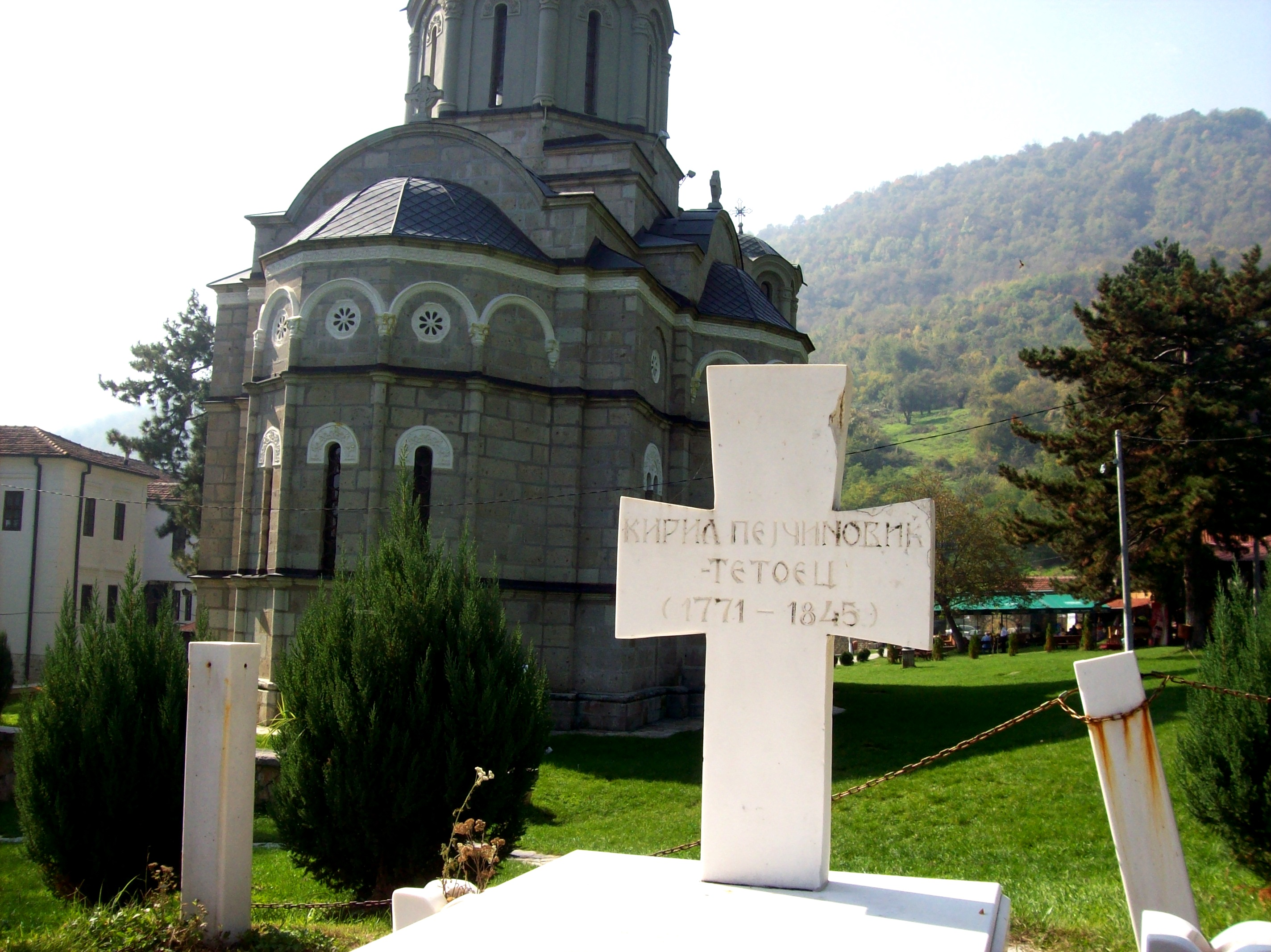
Das Grab von Kiril Pejtschinowitsch im Kloster Lešok bei Tetovo, im heutigen Nordmazedonien

Pejtschinowitsch wurde in Tearce im heutigen Nordmazedonien (damals Teil des Osmanischen Reiches) geboren. Sein weltlicher Name ist unbekannt. Laut seinem Grabstein erhielt er seine Grundschulbildung im Dorf Lešok bei Tetovo. Wahrscheinlich studierte er später im Kloster Sveti Jovan Bigorski bei Debar. Kirils Vater Pejtschin verkaufte seinen Besitz in Tearce und zog zusammen mit seinem Bruder und seinem Sohn in das Kloster Hilandar auf dem Berg Athos, wo die drei Mönche wurden. Pejtschin nahm den Namen Pimen an, seinen Bruder – Dalmant und seinen Sohn – Kiril. Später kehrte Kiril nach Tetovo zurück und machte sich auf den Weg zum Kloster Kičevo, wo er Priestermönch wurde.
Seit 1801 war Pejtschinowitsch der Hegumen des Marko-Klosters des Heiligen Demetrius in der Nähe von Skopje. Das Kloster liegt in der Region Torbešija entlang des Tals der Markova Reka (Markos Fluss) zwischen pomakischen, türkischen und albanischen Dörfern und befand sich vor Pejtschinowitschs Ankunft in einem miserablen Zustand. Fast alle Gebäude außer der Hauptkirche waren zerstört. Im Laufe von 17 Jahren bis 1798 bemühte sich Kiril ernsthaft um die Wiederbelebung des Klosters, wobei er besonderes Augenmerk auf den Wiederaufbau und die Erweiterung der Klosterbibliothek legte.
Im Marko-Kloster stellte Kiril Pejtschinowitsch eines seiner bekanntesten Werke zusammen, Ogledalo (zu dt. Spiegel), das 1816 in Budapest gedruckt wurde.
Es ist nicht bekannt, warum Kiril das Marko-Kloster verließ, aber der Legende nach war ein Konflikt zwischen ihm und dem griechischen Metropoliten Skopje der Grund für seine Abreise. Im Jahr 1818 reiste Pejtschinowitsch erneut auf den Berg Athos, um seinen Vater und seinen Onkel zu besuchen, und wurde dann Hegumen im Kloster Lešok (1710 von Janitscharen zerstört) in der Nähe des Polog-Dorfes Lešok, nahe seiner Heimat Tearce. Mit Hilfe der einheimischen Bulgaren restaurierte Kiril das seit 100 Jahren verlassene Kloster Lešok. Kiril widmete sich einer beträchtlichen Menge prediger, literarischer und pädagogischer Arbeit. Er eröffnete eine Schule und versuchte, eine Druckerei aufzubauen, überzeugt von der Bedeutung des gedruckten Buches. Kiril half später Teodossij Sinaitski bei der Restaurierung seiner 1839 abgebrannten Druckerpresse in Thessaloniki. Kiril Pejtschinowitsch starb am 12. März 1845 im Kloster Lešok und wurde dort beigesetzt.
1934 wurde das Dorf Burumli in der Provinz Russe in Bulgarien zu Ehren von Kiril in Pejtschinowo umbenannt. Zu seiner Ehren trägt auch ein Nunatak in der Antarktis den Namen Peychinov Crag.

## Werke

### Ogledalo

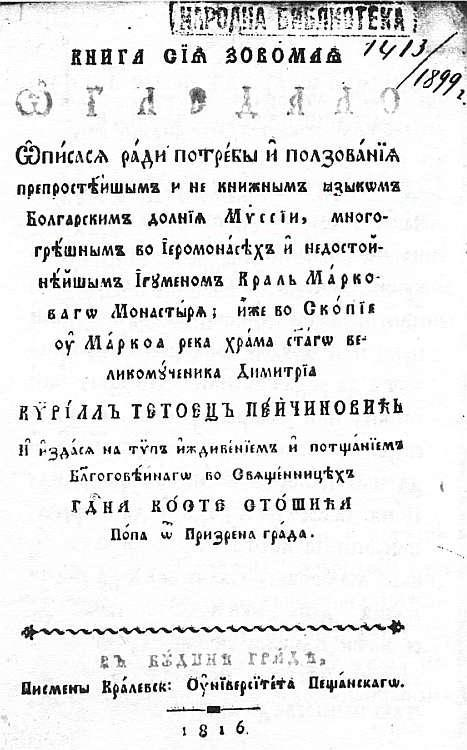
Das Buch Ogledalo von Kiril Pejtschinowitsch, laut der Titelseite in einfacher und nicht literarischer bulgarischer Sprache Untermoesiens geschrieben.

Ogledalo (zu dt. Spiegel) hat eine Predigtform mit liturgisch-asketischem Charakter. Es ist ein Originalwerk des Autors, inspiriert von der Kolivari-Bewegung (auch Filokalisten genannt) auf dem Berg Athos, die für eine liturgische Erneuerung innerhalb der orthodoxen Kirche auf dem Balkan kämpfte. Zu diesem Zweck verwendeten die Kolivari die gesprochene Sprache der Menschen, je nach Region, in der sie übersetzten und schrieben. Die wichtigsten Themen der Arbeit sind: die Bedeutung des liturgischen Lebens, die Vorbereitung auf das Heilige Abendmahl, der regelmäßige Empfang des Heiligen Abendmahls. Besonders wichtig ist seine Argumentation gegen den Aberglauben und zur Bedeutung des individuellen asketischen Lebens und der Teilhabe am liturgischen Leben der Kirche. Außerdem wird am Ende des Werkes eine Sammlung christlicher Gebete und Anweisungen, von denen einige von Kiril selbst verfasst wurden, hinzugefügt.
Laut der Titelseite des Buches wurde es in einfacher und nicht literarischer bulgarischer Sprache Untermoesiens (bulgarisch препростейшим и некнижним язиком Болгарским долния Мисии) geschrieben. Es wurde 1816 in Budapest gedruckt.

### Uteschenija greschnim
Pejtschinowitschs zweites Buch, Uteschenija greschnim (zu dt. Trost des Sünders), ist ähnlich wie sein erstes eine christliche Sammlung von Anweisungen – einschließlich Ratschlägen, wie Hochzeiten organisiert und wie diejenigen, die gesündigt haben, getröstet werden sollten, sowie eine Reihe von lehrreichen Geschichten.
Uteschenija greschnim war 1831 druckreif, wie von Kiril in einer Notiz im Originalmanuskript angegeben. Es wurde zum Druck nach Belgrad geschickt, aber dies geschah aus unbekannten Gründen nicht, und es musste neun Jahre später, 1840, in Thessaloniki von Teodossij Sinaitski gedruckt werden. Während des Drucks ersetzte Teodossij die ursprüngliche Einleitung von Pejtschinowitsch durch seine eigene, behielt aber dennoch den Text bei, der sich auf die Sprache des Werks als einfache bulgarische Sprache von Untermoesien, von Skopje und Tetovo (bulgarisch простїй Ѧзыкъ болгарский долнїѦ Мүссїи Скопсский и Тетовский) bezog.